# Martinsburg (Mainz)
Die Martinsburg ist  eine 1478 neu erbaute, heute abgegangene Festungsanlage (Niederungsburg) in Mainz. Sie lag am Rheinufer direkt neben der Fläche, auf der sich heute das Kurfürstliche Schloss erhebt.

## Geschichte

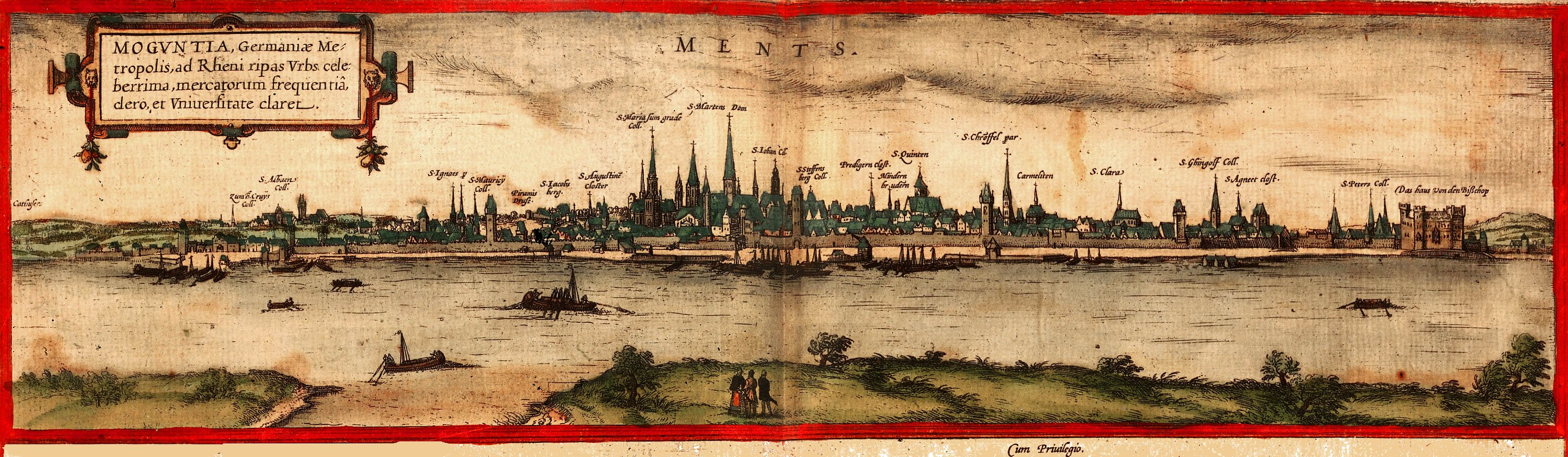
Mainz-Ansicht nach Braun/Hogenberg 1572

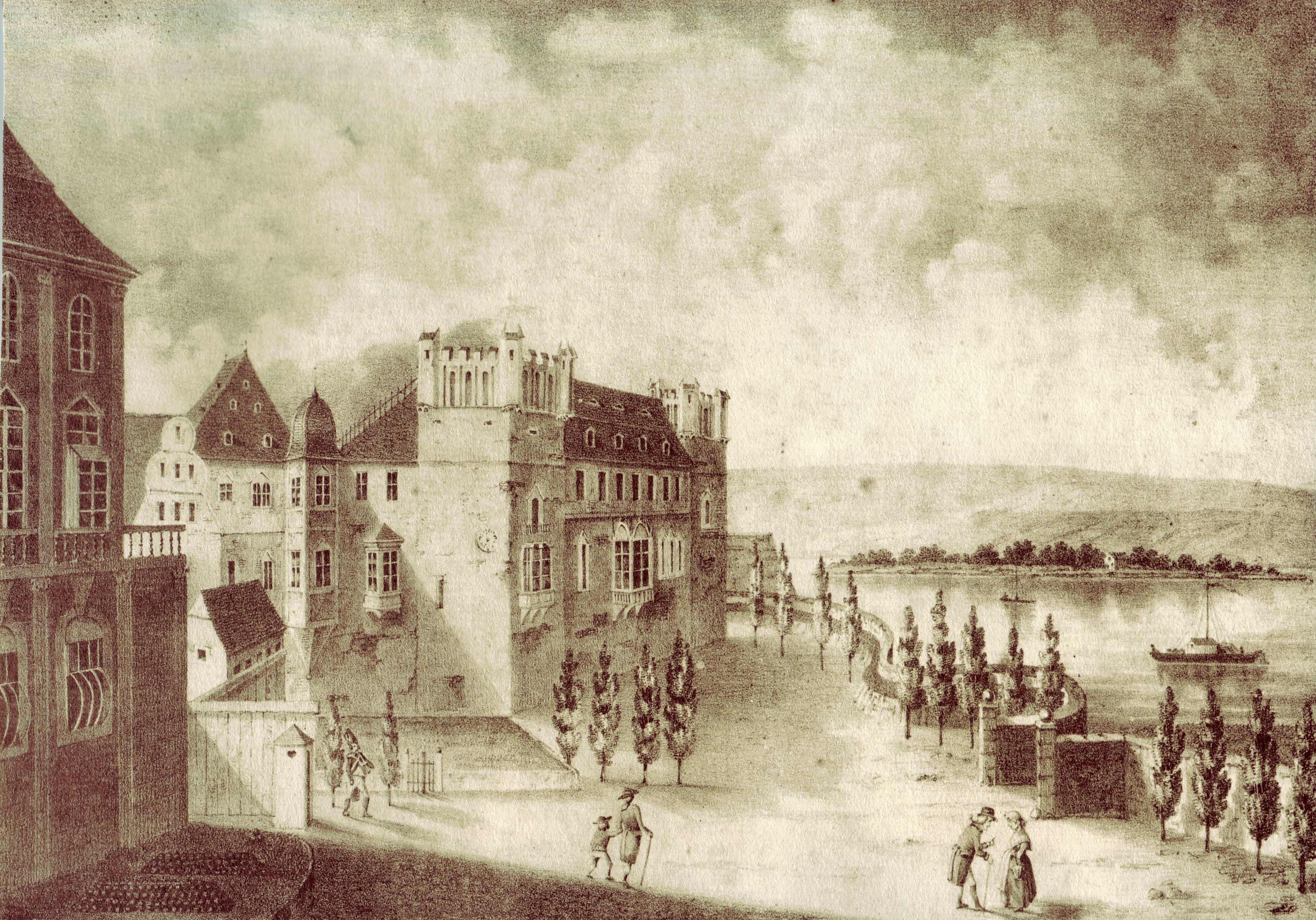
Die Martinsburg kurz vor ihrem Abriss; Lithografie von Dionis Wasserburg

Die Burg wurde 1478 bis 1480 auf Veranlassung Diether von Isenburgs erbaut. Ihre Lage legt die Vermutung nahe, dass der Erzbischof und Kurfürst sie nicht als Verteidigungsanlage gegen Fremde errichten ließ, sondern als Rückzugsmöglichkeit vor den Bürgern der Stadt Mainz. Die eigentliche Bischofsresidenz in der Stadtmitte, der Bischofshof direkt neben dem Dom, war im Zuge der Stiftsfehde zu unsicher geworden. Die Lage der Burg am Ufer des Rheins ermöglichte dagegen eine schnelle Flucht zu den weiteren Residenzorten Eltville und Aschaffenburg. Auch die Anlage des Wassergrabens zur Stadt hin spricht für diese These.
Am 2. März 1481 brach ein Brand in der Martinsburg aus und zerstörte die Anlage weitgehend. Es ist nicht ganz sicher, ob der durch Bilder überlieferte Bau mit seinen Ecktürmen als Ruine wieder aufgebaut wurde oder nach 1481 weitgehend nach einem neuen Plan entstand. Der Wiederaufbau zog sich bis in die Zeit um 1500 hin.
Das Ende der Martinsburg besiegelte Napoleon zu Beginn des 19. Jahrhunderts. 1809 wurde sie zugunsten des Brücken- und Hafenbaus abgetragen. Als Zeugnis ihrer Existenz sind heute nur noch einige Steinblöcke ihrer Mauern im ehemaligen Burggraben direkt vor dem Schloss zu sehen.